# Boiót Szövetség
A Boiót Szövetség (Koinon tón Boiótón) az antik Görögországban a boiótiai poliszok politikai és katonai szövetsége, koinonja volt a római időkig. A szövetséget az i. e. 6. század első felében alapíthatták. A boiót poliszok együttműködése az i. e. 8. században az onkhésztoszi amphiktüoniával kezdődött, az i. e. 6. században pedig aiginai mintára közösen kezdték meg a pénzverést.

## A szövetség története
A szövetség vezetőinek a boiótarkhoszoknak a léte i. e. 480-ban mutatható ki először. Thébai a görög-perzsa háborúk során együttműködött a perzsákkal, ezért a plataiai csata után i. e. 479-ben a győztes görögök államok büntetésképpen feloszlatják a szövetséget. Legközelebb i. e. 431-ben lehet hallani a boiótarkhoszokról, azaz a szövetséget addigra feltámasztották, de i. e. 386-ban az Antalkidasz-féle királybéke újra feloszlatta.
i. e. 379-ben kezdődik a szövetség legmozgalmasabb, legismertebb időszaka, amikor a thébaiak Pelopidasz, Epameinóndasz és Gorgidasz segítségével államcsínyt hajtanak végre a Spárta által megszállt Thébaiban, és visszafoglalják akropoliszukat, a Kadmeiát. Ekkor új, demokratikus alapokon újjászervezték a Boiót Szövetséget, aminek azonban Thébai volt a vezetője, aki a szövetséget felhasználta a Görögország feletti hegemóniájának kiépítésére. i. e. 371-ben Thébai Epameinóndasz vezetésével a boiót csapatok élén a leuktrai csatában tönkreverte a spártai hadsereget és véget vetett annak addigi hegemóniájának. Epameinóndasz ezután átalakította a Peloponnészosz politikai térképét, felszabadítva Messzéniát a többévszázados spártai uralom alól, megfosztva így spártát helótáinak zömétől. i. e. 362-ben a Mantineánál legyőzte a Thébai elleni koalíciót saját koalíciója élén, de a csatában maga is elesett. A thébaiak ezután Epameinóndasz utolsó tanácsát követve békét kötöttek a status quo alapján, Thébai és a Boiót Szövetség pedig visszatért korábbi defenzív politikájához.
A szövetség még a római császárkorban is fennállt, de szervezetét csak i. e. 395–386 közti állapotában ismerjük, köszönhetően az Egyiptomban talált Hellenica Oxyrhynchia töredékeinek. Mivel sokban hasonlít a Kleiszthenész idején kialakított athéni demokratikus rendszerhez, feltételezhető a kölcsönhatás (a politikus ugyanis száműzetését Boiótiában töltötte, így elképzelhető, hogy az itt látott mintát másolta le – de az is meglehet, hogy a boiótok másolták le Kleiszthenész találmányát.)

## A szövetség felépítése
A szövetség felépítéséről egy ismeretlen görög történetíró Hellenika Oxürhünkhia c. munkája alapján alkothatjuk a legjobb képet. Minden városban felállítottak egy tanácsot (bulé), amit az athéni prütaniszok mintájára négy részre osztottak és az év egynegyed részében a negyed tanács vitte a napi ügyeket és terjesztette a teljes tanács elé döntésre a fontos ügyeket.
Boiótia területét pedig 11 (katonai) körzetre osztották a lakosság száma alapján, így például a Thébai polisz 4 körzetre oszlott, 2-t adott maga a város, kettőt pedig a poliszhoz tartozó többi település (Plataiai, Szkólosz, Erüthrai, Szkaphai). Minden körzet választott egy boiótarkhoszt, a közös tanácsba – ami a thébai Kadmeiában tanácskozott – 60 tanácstagot, a hadseregbe pedig ki kellett állítania 100 hoplitészt és 100 lovast, összesen tehát a boiót haderő 11000 hoplitából és 1100 lovasból állt, akiket a 11 boiótarkhosz vezetett, ők viszont hadjáratonként kijelöltek maguk közül egy főparancsnokot (hégémón).
A Boiót Szövetség felépítését a részt vevő településekkel a következő táblázatban foglalhatjuk össze:
| város                                  | körzet | boiótarkhosz | tanácstag | hoplita | lovas |
| -------------------------------------- | ------ | ------------ | --------- | ------- | ----- |
| Thébai                                 | 2      | 2            | 120       | 2000    | 200   |
| Plataiai, Szkólosz, Erüthrai, Szkaphai | 2      | 2            | 120       | 2000    | 200   |
| Orkhomenosz, Hüsziai                   | 2      | 2            | 120       | 2000    | 200   |
| Thespiai, Thisbai, Eutrészisz          | 2      | 2            | 120       | 2000    | 200   |
| Tanagra                                | 1      | 1            | 60        | 1000    | 100   |
| Haliartosz                             | 1/3    | 1/3          | 20        | 1000/3  | 100/3 |
| Lebadeia                               | 1/3    | 1/3          | 20        | 1000/3  | 100/3 |
| Koróneia                               | 1/3    | 1/3          | 20        | 1000/3  | 100/3 |
| Akraiphnion                            | 1/3    | 1/3          | 20        | 1000/3  | 100/3 |
| Kópai                                  | 1/3    | 1/3          | 20        | 1000/3  | 100/3 |
| Khairóneia                             | 1/3    | 1/3          | 20        | 1000/3  | 100/3 |
| Összesen                               | 11     | 11           | 600       | 11000   | 1100  |